# Vogelfreistätte Mittlere Isarstauseen

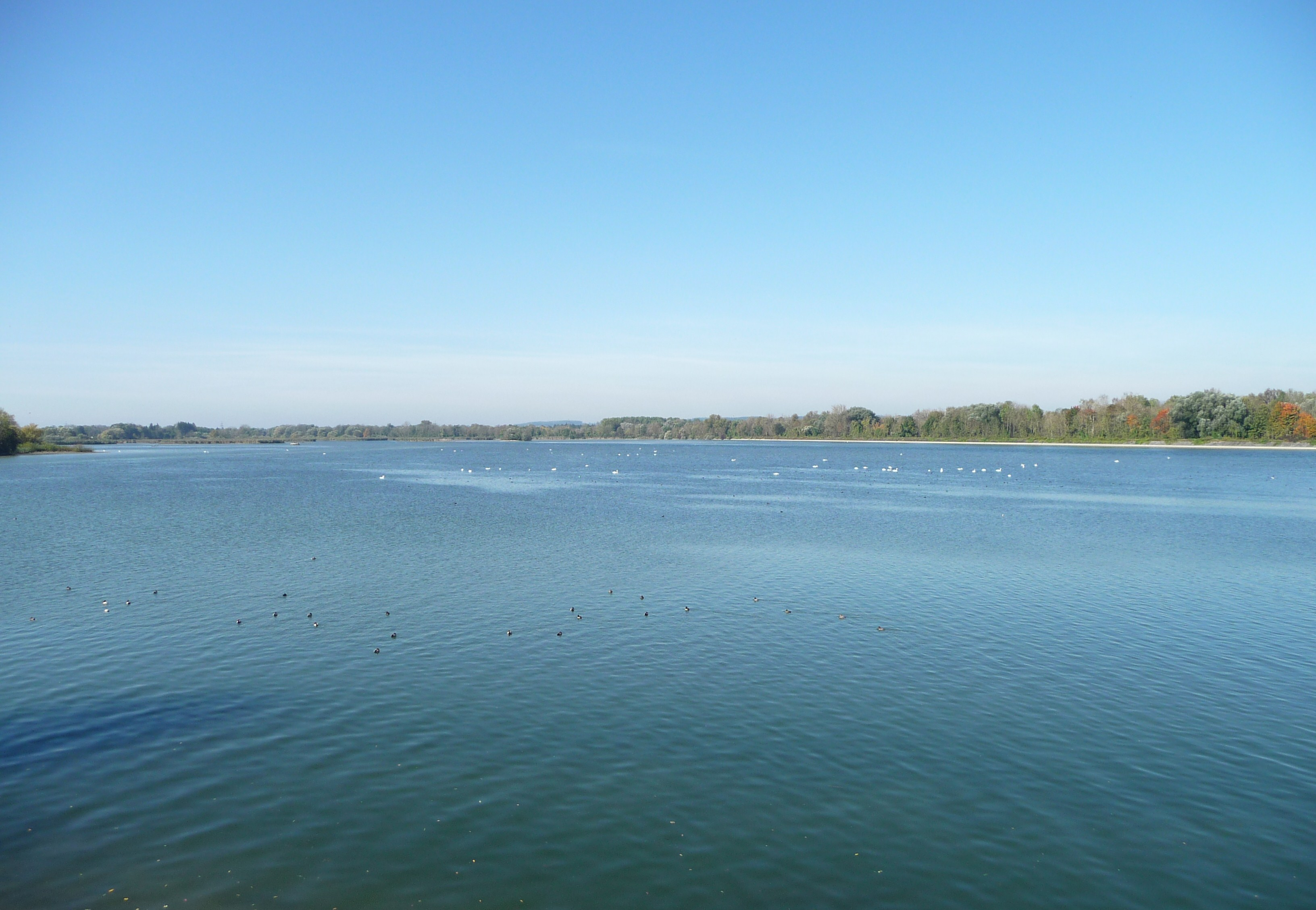
Der Echinger Stausee

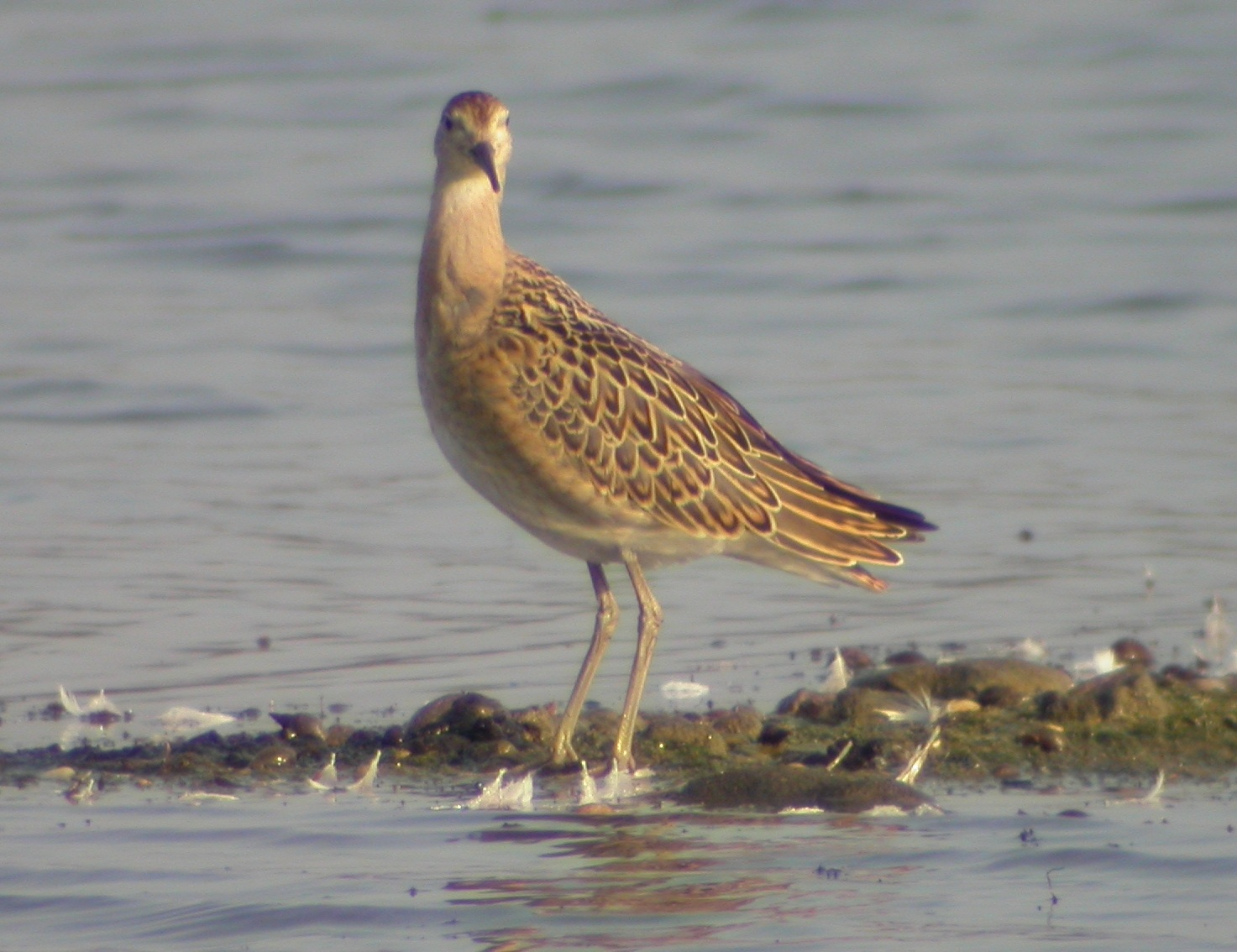
Kampfläufer (Philomachus pugnax)

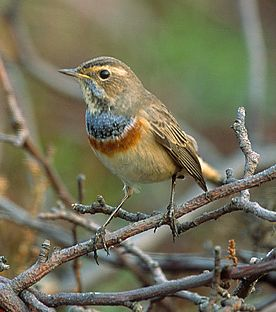
Blaukehlchen (Luscinia svecica)

Das Naturschutzgebiet Vogelfreistätte Mittlere Isarstauseen zählt zu den wertvollsten Wasservogelschutzgebieten Bayerns und ist Bestandteil des Europäischen Schutzgebietsnetzes Natura 2000.

## Ausdehnung
Wesentliche Lebensräume des Gebietes sind der Mittlere-Isar-Kanal mit dem Moosburger Stausee und dem Echinger Stausee sowie die Isar mit angrenzenden Auwaldbereichen. Aus botanischer Sicht sind besonders die Trockenstandorte an den Dämmen der Stauseen und des Isarkanals von Bedeutung. Große Teile des Schutzgebietes sind vom Menschen geschaffene Lebensräume, die in den 30er Jahren zur Stromgewinnung gebaut wurden. Die Vogelfreistätte umfasst eine Fläche von rund 5,7 Quadratkilometern und liegt etwa zu gleichen Teilen im Landkreis Freising und im Landkreis Landshut. Das Schutzgebiet hat internationale Bedeutung als Rast- und Durchzugsgebiet sowie landesweite Bedeutung als Brutgebiet. Die Unterschutzstellung erfolgte im Jahr 1982 und hat zum Ziel, die Lebensbedingungen der dort lebenden Tier- und Pflanzenarten zu erhalten und zu verbessern. Eine wesentliche Aufwertung des Schutzstatus erfolgte durch eine Ergänzung der Naturschutzgebietsverordnung im Jahr 1995, die die Jagd auf Wasservögel verbietet. Vor allem unter Vogelkundlern ist das Naturschutzgebiet weit über die Grenzen Bayerns hinaus bekannt. Ein weit verzweigtes Wegenetz garantiert die Zugänglichkeit vieler Bereiche des Schutzgebietes und ermöglicht dem Naturfreund interessante Naturerlebnisse. Ein Infohäuschen findet sich im Ort Eching.

## Die Isarstauseen

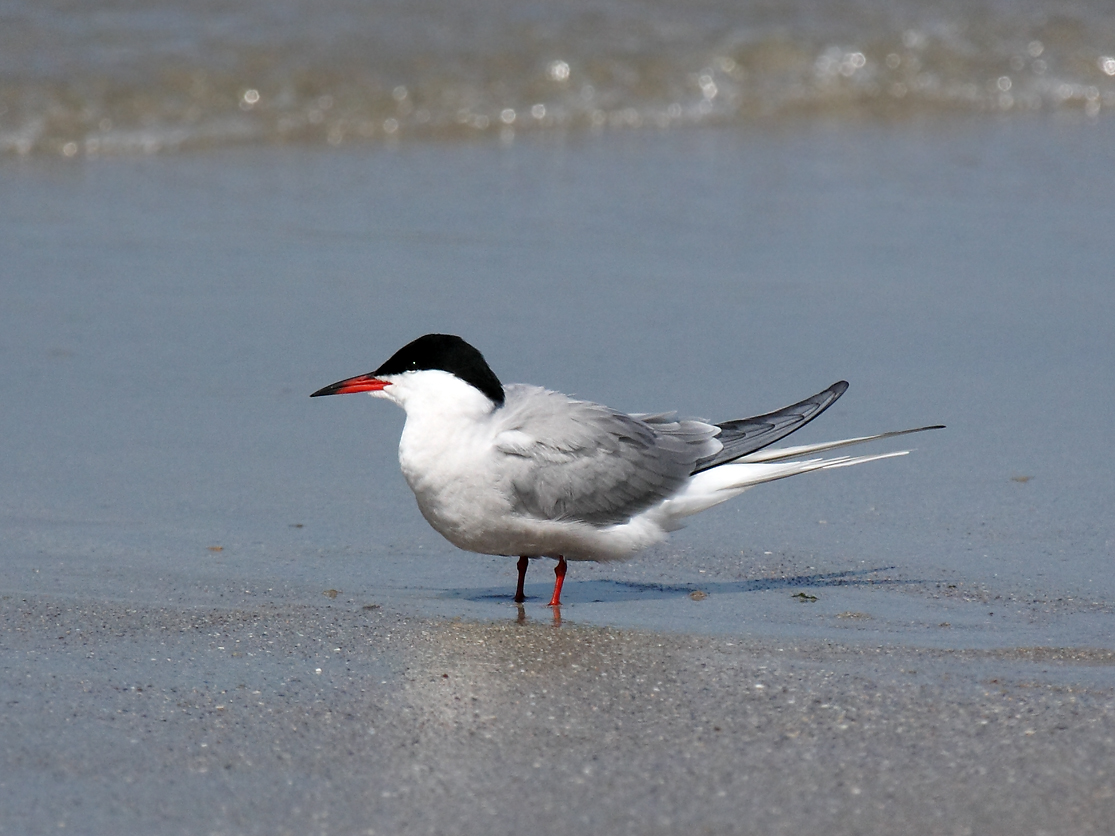
Fluss-Seeschwalbe (Sterna hirundo)

Die Mittleren Isarstauseen zwischen Moosburg und Eching bilden den Kern des Naturschutzgebietes.
Sie sind Brutgebiet für zahlreiche Wasservögel, die teilweise hier überwintern oder in den Süden ziehen.
So konnte beispielsweise die Fluss-Seeschwalbe bereits 1975 durch die Anlage von speziellen Nistinseln wiederangesiedelt werden. Sie brütet an den beiden Stauseen alljährlich mit etwa einem Drittel des gesamten Bayerischen Bestandes im Naturschutzgebiet.
Die Stauseen sind ein bedeutender Rastplatz für durchziehende Vogelarten, die zwischen Brut- und Überwinterungsgebieten teilweise tausende von Kilometern zurücklegen. Eine Besonderheit sind die Binnenland-Schlick- und Schlammflächen, die sich bei Niedrigwasser in den Stauseen bilden und die vor allem Watvögel aufsuchen.
Eine Vielzahl anderer Vogelarten nutzt die Stauseen als Überwinterungsgebiet. Darunter befinden sich regelmäßig mehrere Tausend Wasservögel, deren Brutgebiete zumeist in Nordost- und Osteuropa liegen.

## Die Dammbereiche
Die Dammbereiche verlaufen auf einer Länge von insgesamt über 40 km entlang der Stauseen und der Isar. Im Hinblick auf den Artenschutz sind vor allem die kiesigen, nährstoffarmen Dammkronen entlang des Isarkanals und der Stauseen besonders schützenswert. Die stark sonnenexponierten Südseiten der Dämme bieten ideale Lebensräume für wärmeliebende Tier- und Pflanzenarten. Charakteristische Tierarten dieser Standorte sind die Zauneidechse und die Schlingnatter, botanisch prägen Wiesensalbei und Karthäusernelke das Bild. Um den offenen Charakter der Dämme zu erhalten, sind regelmäßig Pflegemaßnahmen erforderlich. Andernfalls werden die empfindlichen Lebensgemeinschaften durch Altgras und Verbuschung allmählich verdrängt.

## Die Auwälder

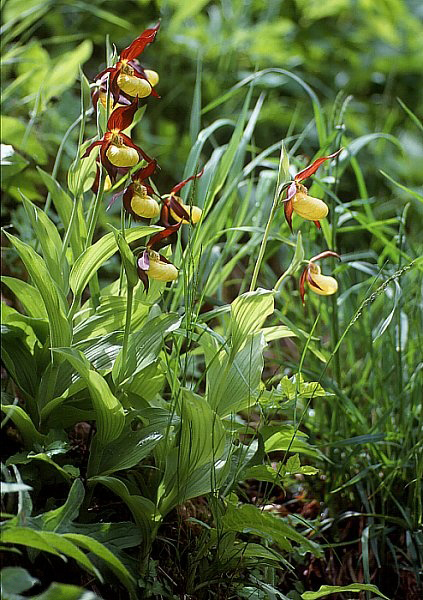
Gelber Frauenschuh

Etwa zwei Quadratkilometer Auwald sind Teil des Naturschutzgebietes. Auwälder stecken von der Wurzel bis in die Baumspitzen voller Leben und sind geprägt durch das Element Wasser: Hohe Grundwasserstände und Überflutungen erfordern von Tieren und Pflanzen besondere Anpassungen und sind Basis für eine besonders artenreiche Lebensgemeinschaft.
Die vielgestaltigen Wälder, angefangen von der von Weiden dominierten Weichholzaue bis hin zu der mit Esche, Ulme, Ahorn und anderen Edellaubhölzern bestockten Hartholzaue, bilden einen optimalen Lebensraum für Spechtarten oder den sehr versteckt lebenden Pirol, dessen flötender Ruf im Mai und Juni im Schutzgebiet zu hören ist.
Auch bedrohte Greifvogelarten wie Wespenbussard und Baumfalke brüten in den Auwäldern. Am Waldboden gedeihen seltene Pflanzen wie z. B. Orchideen.

## Die Isar
Die Isar durchquert das Naturschutzgebiet auf einer Länge von etwa 8 Kilometern. Als Alpenfluss mit einer vergleichsweise hohen Fließgeschwindigkeit bildet sie dabei eine Vielzahl von Kiesbänken aus, die bei größeren Hochwässern auch verlagert oder wieder weggeschwemmt werden können. Kiesbänke und die Nagelfluhfelsen bei Siebenrippen sind für den Naturschutz besonders wertvoll. Sie sind potentielle Brutbiotope für stark bedrohte Arten wie den Flussuferläufer und Flussregenpfeifer und dürfen daher nicht betreten werden. Verschiedene Wat- und Wasservogelarten nutzen die Kiesbänke, Flachwasser- und Uferbereiche der Isar zur Nahrungssuche. Im Sommer jagen Fledermaus und Baumfalke über den Flusslauf, Eisvogel und Gänsesäger können hier ganzjährig beobachtet werden. Da die Isar im Gegensatz zu den Stauseen auch im Winter nicht zufriert, finden Wat- und Wasservögel hier bei strengem Frost ein wichtiges Ausweichbiotop.

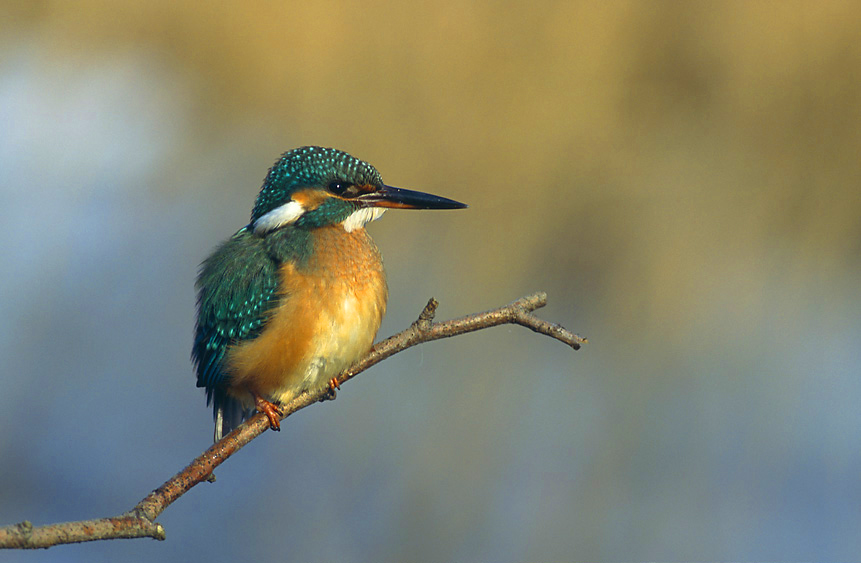
Eisvogel
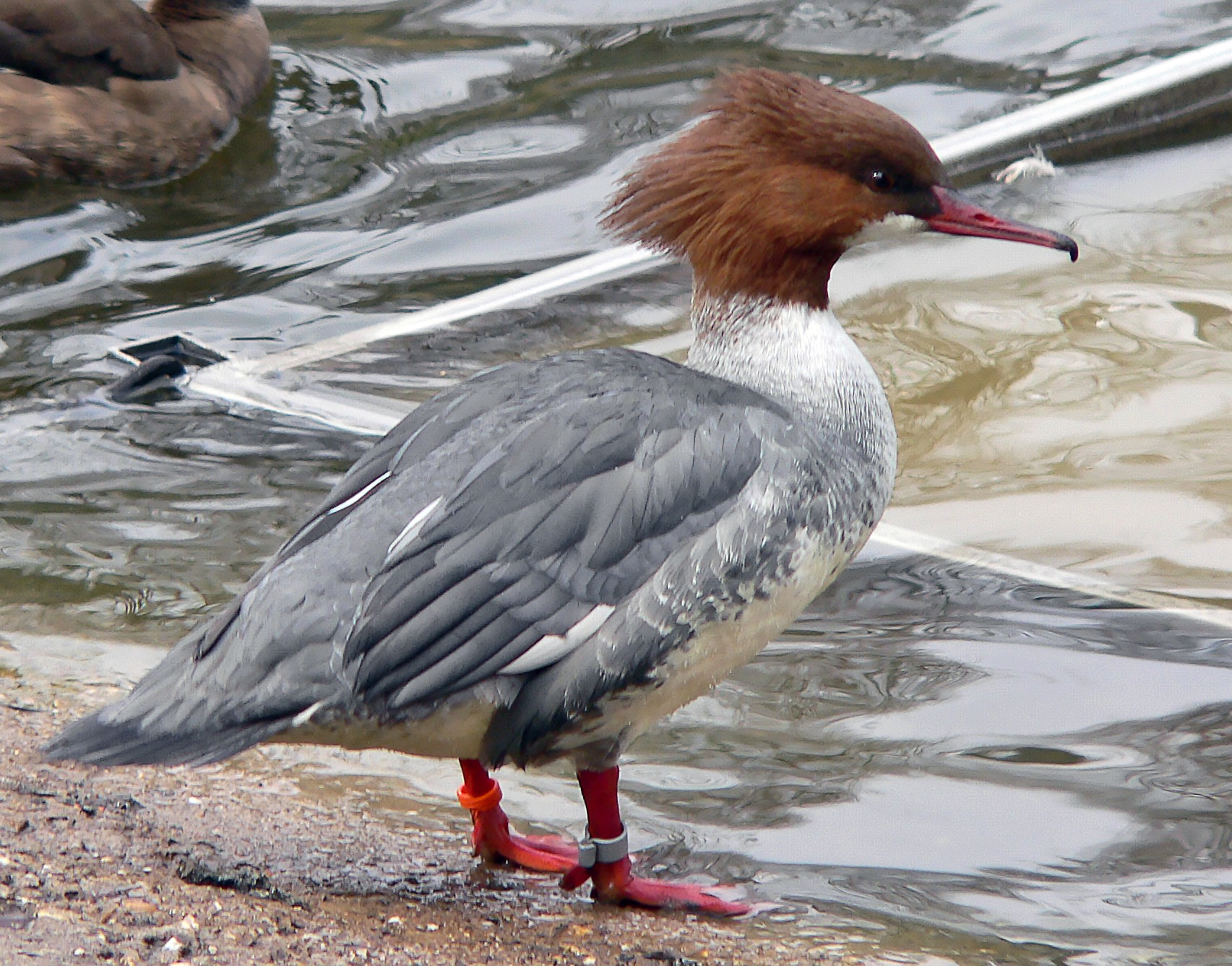
Gänsesäger
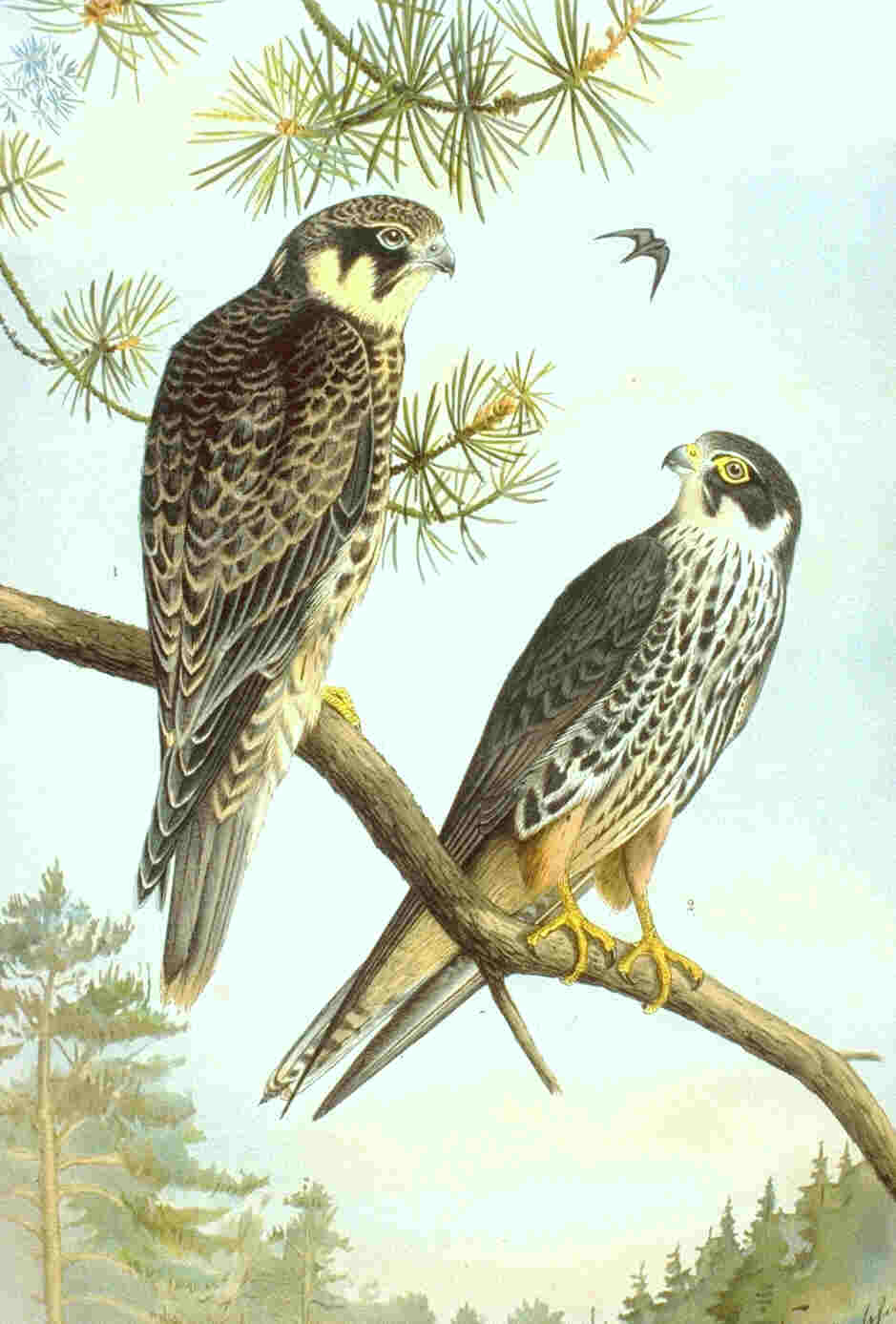
Baumfalke
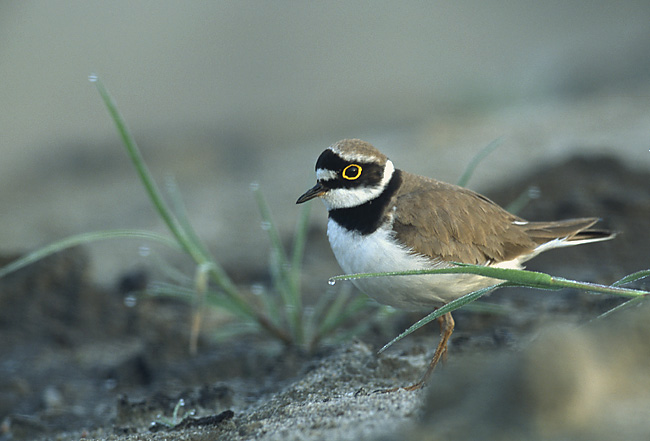
Flussregenpfeifer

## Naturwald
Seit 2020 ist das Naturschutzgebiet Teil des Naturwaldes Auwälder an der mittleren Isar. Das Schutzgebiet gehört zu den größten in Deutschland.